# Пуритани
Пуритани (від англ. purity — чистота) — послідовники кальвінізму в XVI–XVII столітті в Англії, що вимагали очистити англіканську церкву від старих католицьких обрядів.
Перші ідеї в напрямку майбутнього пуританства висловлював Вільям Тіндейл (1494—1536), що надихався догматами кальвінізму. За часів англійського короля Едуарда VI починає поширюватися кальвінізм в Англії, куди стали прибувати французькі гугеноти та реформатори з Голландії. У 1540-х роках Джон Гупер очолив боротьбу за спрощення одягу єпископів та священників. 1551 року кальвіністи отримали королівський патент на право здійснювати свої обряди. Втім парламент не встиг затвердити віросповідальне кредо у 42 статтях, укладених за наказом Едуарда VI, який перед тим помер. Проте поступово кальвінізм набув власне англійських обрисів, продовжуючи боротьбу проти тиску королев Марії I та Єлизавети I.
Пуритани вимагали замінити єпископат виборними старійшинами (пресвітерами), замість меси вести проповіді, обряди спростити, а від деяких відмовитися, позбавити церкви прикрас. Пуританізм став ідеологічним прапором Англійської революції 1640–1649 років. Неоднорідність соціально-політичного складу пуритан призвела до виділення серед них трьох сил: поміркованої (пресвітеріани), радикальної (індепенденти) течій, а також низів Англії (левелери).
Унаслідок урядових репресій багато пуритан були змушені переселитися в континентальну Європу, а також у Північну Америку. Так, пуритани стояли біля витоків США, бо саме з поселення пуритан у 1620 році в штаті Массачусетс фактично почалося англійське заселення Північної Америки.
У переносному значенні термін пуританин уживається щодо людини, яка сильно переймається чистотою своїх думок і вчинків і вимагає такої чистоти від інших.